# Mahdi Karim
Mahdi Karim Ajeel (Baghdad, 10 dicembre 1983) è un calciatore iracheno, ala dell'Arbil e della Nazionale irachena.

## Palmarès

### Club

#### Competizioni nazionali
- Coppa dell'Iraq: 1

Al-Talab: 2002-2003
- Supercoppa di Cipro: 1

Apollōn Limassol: 2006
- Campionato egiziano: 1

Al-Ahly: 2007-2008
- Supercoppa d'Egitto: 1

Al-Ahly: 2007
- Prima Lega 2

Erbil: 2011–2012
Al-Shorta: 2013–2014

#### Competizioni internazionali
- Supercoppa CAF: 1

Al-Ahly: 2007

### Nazionale
- Giochi asiatici: 1

2014